# Українська асоціація китаєзнавців
Українська асоціація китаєзнавців (кит. трад. 烏克蘭漢學家協會, спр. 乌克兰汉学家协会, піньїнь: Wūkèlán Hànxuéjiā Xiéhuì) — громадська організація, яка об'єднує громадян, установи та організації, які займаються дослідженням Китаю. Українська асоціація китаєзнавців заснована у 2003 році українськими китаєзнавцями Гераніним Сергієм Вікторовичем, Кіктенком Віктором Олексійовичем, Седнєвим Владиславом Володимировичем [Архівовано 18 лютого 2020 у Wayback Machine.] (1947–2007).

## Історія заснування
Попередником асоціації було Українське відділення Всесоюзної асоціації китаєзнавців (УВ ВАКИТ) при Відділенні літератури, мовознавства та історії АН УРСР. УВ ВАКИТ розташовувалося в Інституті мовознавства імені О. О. Потебні. УВ ВАКИТ проіснувало з 1988 по 1991 р. Припинення діяльності було пов'язано з розпадом СРСР. До складу УВ ВАКИТ увійшли всі провідні українські синологи (Р. М. Бродський, В. В. Величко, А. З. Гончарук [Архівовано 23 лютого 2020 у Wayback Machine.], С. О. Кічігін, В. А. Мясніков, С. О. Нікішенко, А. В. Пасько, Б. О. Пушкарьов, В. В. Седнєв, В. Б. Урусов [Архівовано 24 липня 2020 у Wayback Machine.]), викладачі китайської мови (В.Васильєв, А. Б. Вахітов, Є. В. Ілініч, І. А. Зуєв, В. П. Меньшиков, С. С. Старовєров), перекладачі китайської літератури (І. К. Чирко, Лі Цзегао), дослідники китайської медицини (Є. Л. Мачерет) та бойових мистецтв (Г. Г. Кузьмін). Загалом до складу УВ ВАКИТ входило понад 50 осіб. Активно сприяв створенню УВ ВАКИТ головний редактор журналу «Всесвіт» О. І. Микитенко. Головою УВ ВАКИТ був В. В. Седнєв, а вченим секретарем А. З. Гончарук. 1989 року в Києві пройшла всесоюзна наукова конференція ВАКИТ присвячена 40-річчю утворення.

## Керівні органи асоціації
Асоціацію очолює президент, організаційні питання вирішує Правління асоціації [Архівовано 26 березня 2020 у Wayback Machine.] на чолі з головою Правління.
Науково-дослідницьку роботу координує вчений секретар.
Робочими органами асоціації є:
- Загальні збори асоціації,
- Правління асоціації,
- Ревізійна комісія.

### Президент Асоціації
Кіктенко Віктор Олексійович - доктор філософських наук, старший науковий співробітник; в.о. директора Інституту сходознавства ім. А. Ю. Кримського НАН України, завідувач відділу Азійсько-Тихоокеанського регіону Інституту сходознавства ім. А. Ю. Кримського НАН України.

### Голова Правління
Голод Віта Юріївна - кандидат економічних наук, молодший науковий співробітник Інституту сходознавства ім. А. Ю. Кримського НАН України, комерційний директор ТОВ ТД “Кампус Коттон Клаб”.

### Склад Правління асоціації
- Гамянін В. І.,
- Гобова Є. В. [Архівовано 24 липня 2020 у Wayback Machine.],
- Гончарук А. З. [Архівовано 23 лютого 2020 у Wayback Machine.],
- Дроботюк О. В. [Архівовано 24 липня 2020 у Wayback Machine.],
- Єфремов Д.П.,
- Кіктенко О. С. [Архівовано 24 липня 2020 у Wayback Machine.],
- Коваль О. О. [Архівовано 16 лютого 2020 у Wayback Machine.],
- Кошовий С. А [Архівовано 23 лютого 2020 у Wayback Machine.].,
- Купрін О. М.,
- Ленський П. С.,
- Мерзлюк Д.О.,
- Сироцинський С. П.,
- Стрижак О. О.,
- Урусов В. Б. [Архівовано 24 липня 2020 у Wayback Machine.],
- Федічев О. Є.,
- Чжен В. А.,
- Чуйко К.А.

## Основні напрямки діяльності
- Сприяння ознайомленню вітчизняної та зарубіжної громадськості з дослідженнями з проблем китаєзнавства, що проводяться в Україні й за кордоном;
- Сприяння діяльності вчених в області китаєзнавства;
- Надання наукової та методичної допомоги у викладанні навчальних предметів;
- Розвиток наукових зв'язків з вченими та науковими інститутами, товариствами, асоціаціями, що займаються вивченням Китаю;
- Проведення конференцій, з'їздів, нарад, симпозіумів, шкіл та круглих столів;
- Організація комісій, секцій, робочих груп для розробки окремих питань;
- Друк тематичних збірників статей, монографій, інформаційних матеріалів, періодичних видань;
- Здійснення наукових зв'язків з науковими товариствами й установами[3].

## Структурні підрозділи
- Перекладацький відділ налічує понад 50 перекладачів з китайської мови високого рівня кваліфікації та здійснює підбір кадрів для державних й приватних установ.
- Економічно-юридичний відділ надає консультаційні послуги щодо розвитку двосторонніх відносин України та Китаю.
- Видавничий відділ займається підготовкою наукового журналу “Китаєзнавчі дослідження” (засновано у 2014 р.),  ділового журналу “Україна – Китай” (засновано у 1999 р.), моніторингу ЗМІ, наукових монографій, аналітичних доповідей.
- Лекторій створений для популяризації науки про Китай, ознайомлення громадськості з соціально-економічним та політичним розвитком КНР, обговорення питань подальшого розвитку українсько-китайських відносин.

## Відзнаки та нагороди
- Відзнака дружби від Посольства КНР в Україні (24 вересня 2019)[4]
- Нагородження Кіктенка В. О. 11-ю Спеціальною книжковою премією Китаю (22 серпня 2017)[5]

## Публікації

### Журнали
В 1999 році було засновано журнал «Україна — Китай» [Архівовано 26 березня 2020 у Wayback Machine.], який на сьогодні видається Українською асоціацією китаєзнавців та Групою компаній «Ти і право» за підтримки Посольства КНР в Україні. Журнал зареєстрований в Міністерстві юстиції України, свідоцтво Серія КВ № 222616-112516Р від 04.04.2017 та має ISSN 2522-11981 (Online), ISSN 2522-11973 (Print).
В 2011 році Українська асоціація китаєзнавців спільно з Інститутом сходознавства ім. А. Ю. Кримського НАН України заснувала наукове видання «Китаєзнавчі дослідження». Ведеться робота зі створення синологічної бібліотеки. У 2018 році до співзасновників журналу долучився ДВНЗ «Київський національний економічний університет імені В. Гетьмана».
Науковий журнал «Китаєзнавчі дослідження» [Архівовано 14 вересня 2019 у Wayback Machine.] публікує статті, присвячені актуальним проблемам історії та сучасного розвитку Китаю, дослідженню китайської мови та літератури, вивченню контактів Китаю з іншими країнами Азії та з Україною, історіографічні огляди та рецензії, а також інформацію про наукові конференції. В журналі публікуються статті вітчизняних і закордонних авторів, а також переклади історичних, релігійних і літературних пам'яток Китаю. Свідоцтво про державну реєстрацію журналу: КВ 23663-13503ПР від 17.12.2018, а також ISSN 2616-7328 (Online), ISSN 2409-904X (Print) [Архівовано 16 березня 2020 у Wayback Machine.].

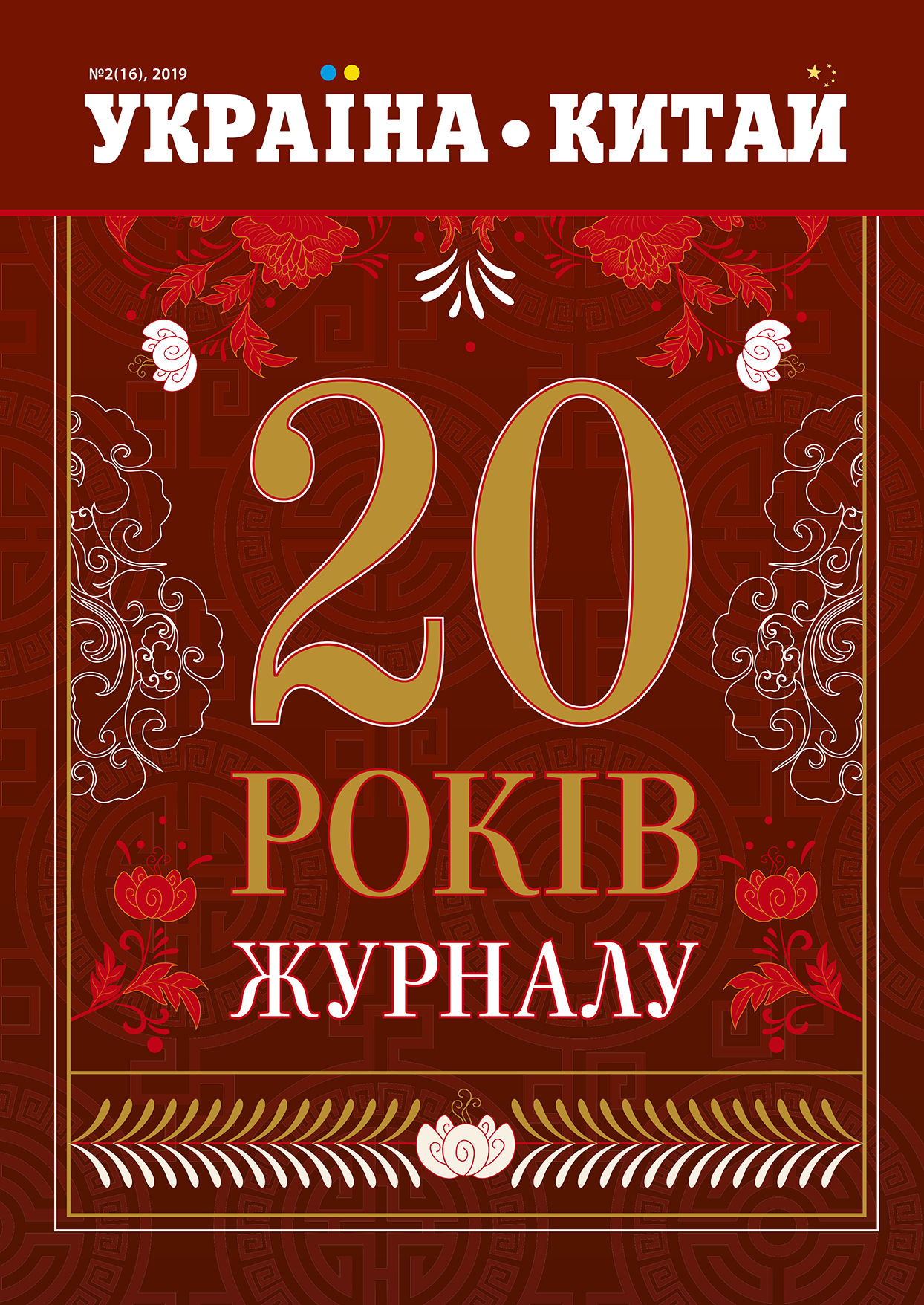
Обкладинка журналу "Україна-Китай", №2(16), 2019 "20 РОКІВ ЖУРНАЛУ"

### Монографії

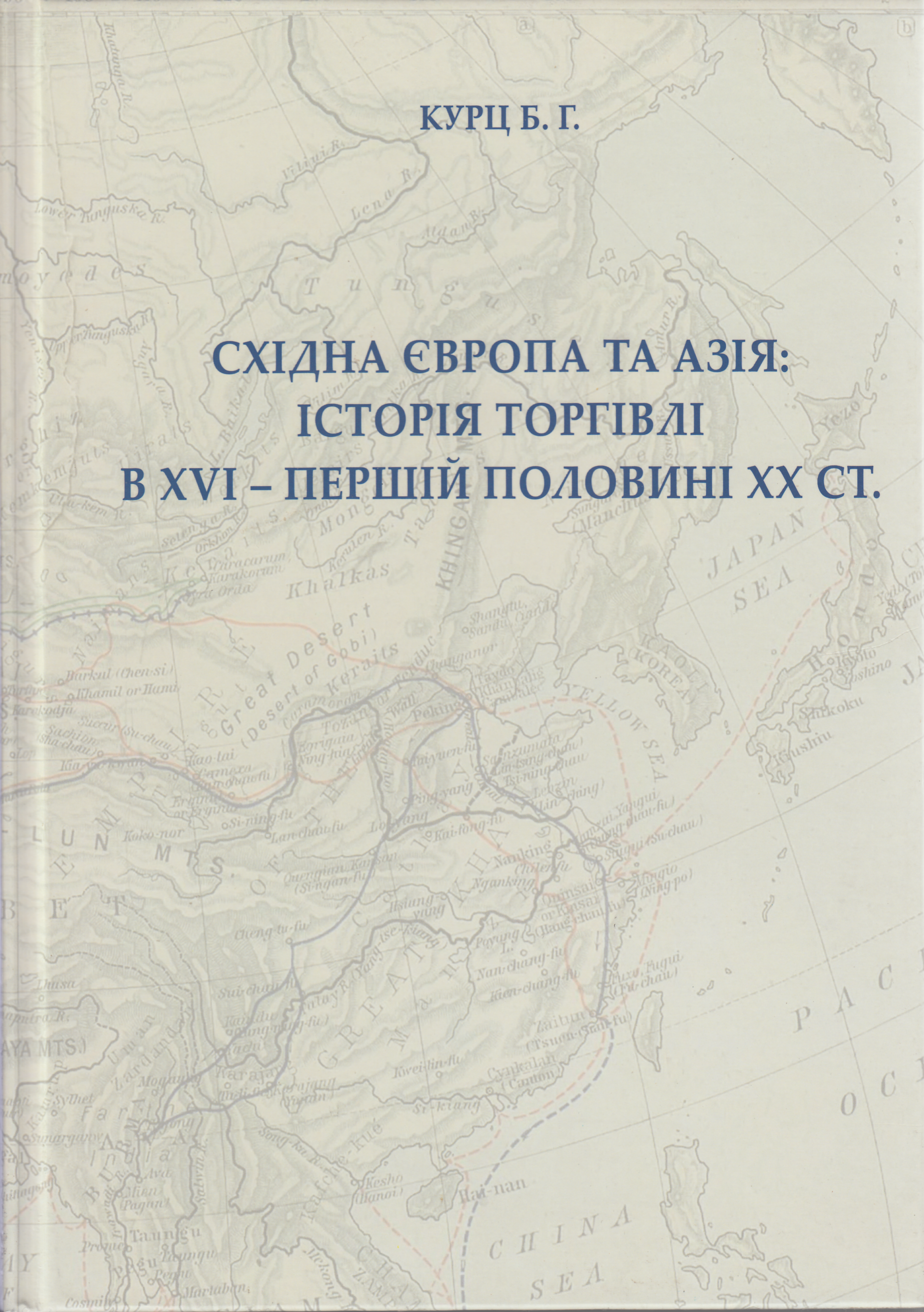
Курц Б. Г. Східна Європа та Азія: історія торгівлі в XVI – першій половині ХХ ст. [Архівовано 24 липня 2020 у Wayback Machine.]

## Конференції та форуми

### Конференції
З 2004 року проводиться головна наукова конференція асоціації «Китайська цивілізація: традиції та сучасність», яка з 2014 року стала міжнародною. Тринадцята конференція відбулась 19 вересня 2019 року [Архівовано 15 лютого 2020 у Wayback Machine.]. На конференції значна увага 70-річчю утворення КНР, сучасним українсько-китайським відносинам та проекту «Один пояс, один шлях».
| Назва конференції | Дата проведення   |
| --- | ----------------- |
| I Наукова конференція «Китайська цивілізація: традиції та сучасність»                                                                                 | 10 червня 2004    |
| II Наукова конференція «Китайська цивілізація: традиції та сучасність»                                                                                | 15 червня 2005    |
| III Наукова конференція «Китайська цивілізація: традиції та сучасність»                                                                               | 15 червня 2006    |
| IV Наукова конференція «Китайська цивілізація: традиції та сучасність»                                                                                | 12 червня 2008    |
| V Наукова конференція «Китайська цивілізація: традиції та сучасність»                                                                                 | 16 грудня 2010    |
| VI Наукова конференція «Китайська цивілізація: традиції та сучасність»                                                                                | 13 грудня 2012    |
| VII Наукова конференція «Китайська цивілізація: традиції та сучасність»                                                                               | 6 грудня 2013     |
| VIII Наукова конференція «Китайська цивілізація: традиції та сучасність»                                                                              | 14 листопада 2014 |
| IX Наукова конференція «Китайська цивілізація: традиції та сучасність. Перспективи соціально-економічного та політичного розвитку КНР в XXI столітті» | 22 вересня 2015   |
| X Міжнародна наукова конференція «Китайська цивілізація: традиції та сучасність»                                                                      | 22 вересня 2016   |
| XI Міжнародна наукова конференція «Китайська цивілізація: традиції та сучасність»                                                                     | 26 вересня 2017   |
| XII Міжнародна наукова конференція «Китайська цивілізація: традиції та сучасність»                                                                    | 25 вересня 2018   |
| XIII Міжнародна наукова конференція «Китайська цивілізація: традиції та сучасність: до 70-річчя утворення Китайської Народної Республіки»             | 19 вересня 2019   |
| XIV Міжнародна наукова конференція «Китайська цивілізація: традиції та сучасність»                                                                    | 5 листопада 2020  |
| XV Міжнародна наукова конференція «Китайська цивілізація: традиції та сучасність»                                                                     | 24 листопада 2021 |

### Форуми стратегічного партнерства
Українська асоціація китаєзнавців підтримує ініціативу Голови КНР Сі Цзіньпіна «Один пояс, один шлях» та активно пропагує її в Україні. 30 травня 2017 р. в Києві відбувся Перший Українсько-китайський форум стратегічного партнерства «Один пояс, один шлях», присвячений 25-й річниці встановлення дипломатичних відносин між Україною та КНР.
| Назва форуму                                                                        | Дата проведення |
| ----------------------------------------------------------------------------------- | --------------- |
| Українсько-китайський форум стратегічного партнерства «Один пояс, один шлях»        | 30 травня 2017  |
| Другий Українсько-китайський форум стратегічного партнерства «Один пояс, один шлях» | 25 травня 2018  |
| Третій Українсько-китайський форум стратегічного партнерства «Один пояс, один шлях» | 23 травня 2019  |

### Українська платформа з сучасного Китаю
В 2022 році була створена Українська платформа з сучасного Китаю – майданчик для обговорень з міжнародним та українськими експертами актуальних тем щодо розвитку КНР.
| Назва заходу                                                                                | Дата           | Відео |
| ------------------------------------------------------------------------------------------- | -------------- | ----- |
| Круглий стіл «The Russian invasion and the future of Ukraine-China relations»               | 23 червня 2022 | Відео |
| Круглий стіл «The War in Ukraine in Sinophone Media»                                        | 29 серпня 2022 | Відео |
| Наукова конференція «Analyzing the Sinophone Narratives on the Russian Invasion in Ukraine» | 14 жовтня 2022 | Відео |

## Інформаційний супротив волонтерів – китаєзнавців російській пропаганді в китайських соціальних мережах
Команда волонтерів-китаєзнавців самоорганізувалась з першого дня війни за відсутності українських медіа в Китаї та з метою донесення правди про війну в Україні до громадян Китаю. До групи активістів увійшло понад 100 китаєзнавців, у тому числі 50 перекладачів. Буквально за тиждень був опрацьований механізм кооперації та стратегія інформаційної оборони в китайському медіапросторі. Це не лише переклад українських офіційних новин та боротьба з російськими фейками, дезінформацією, яку поширюють китайські росієфіли й російські медіа,  але і відслідковування недостовірних перекладів промов китайських високопосадовців. Окрема увага приділяється роз’яснювальній роботі з китайськомовними користувачами соціальних мереж та співпраці з китайськомовними блогерами.
Команда перекладачів працює у режимі щоденного відслідковування офіційних новин,  скролінгу популярних каналів, перекладів китайською та поширення готових інформаційних продуктів у китайськомовних соціальних мережах. Серед активних волонтерів – китаєзнавців:
Кирило Чуйко, Катерина Завертайло, Олеся Мельничук, Денис Курилов, Мар’яна Савченко, Денис Мерзлюк, Олександра Стрижак, Анастасія Краснощок, Роман Боканча, Дмитро Бурцев, Олена Тимошенко, Ярослава Ляшко, Юрій Шомоді, Ольга Бабяк, Катерина Дан, Максим Кривоніс, Євгенія Гобова, Ірина Лисюк, Дарина Устенко, Єлизавета  Єске, Ірина Ілійчук, Антоніна Федорець, Наталія Кузьменко. 
Співпраця з державним агентством Укрінформ розпочалась 7 березня. Новини відбираються за принципом максимального висвітлення найважливіших подій та донесення їх до китайськомовної аудиторії, щоб покрити сфери політики, економіки, військової оборони, гуманітарних питань, продовольства, міжнародного права та захисту прав людини. Архів розміщений на сайті Української асоціації китаєзнавців та на сайті Укрінформу.
За 9 місяців війни дякуючи спільній волонтерській діяльності китаєзнавців було опубліковано та поширено 
- Понад 80 дайджестів Укрінформу,
- 160+ перекладених і змонтованих відео,
- 700+ перекладених новин;
- 1200+ перекладених інфографіків, ілюстрацій;
- 30+ каналів/груп розповсюдження інформації;
- 50+ інтерв’ю,
- 2 сайти, створені командами китаєзнавців;
- 2 сайти, перекладені на прохання інформаційних агентств;
- створено китайськомовні інстаграм, телеграм,  YouTube-канал.
- опубліковані статті в українських медіа щодо позиції Китаю щодо війни в Україні;
- співпраця з TOP Lead та рекламним агентством «Банда».

## Партнери та співпраця
У вересні 2016 року Українська асоціація китаєзнавців підписала угоду про співпрацю з Дослідницьким центром перекладів на іноземні мови [Архівовано 19 березня 2020 у Wayback Machine.] і поширення китайської культури Китаю та видавництвом «Жунбаочжай [Архівовано 8 січня 2017 у Wayback Machine.]».
Наприкінці листопаду 2017 року Українська асоціація китаєзнавців увійшла до «Мережі співпраці неурядових організацій країн Шовкового шляху» (SIRONET) [Архівовано 24 липня 2020 у Wayback Machine.].
В лютому 2018 року партнером журналу «Україна—Китай» стала щоденна китайська газета «Global Times» (环球时报) [Архівовано 12 квітня 2009 у Wayback Machine.], яка спеціалізується на висвітленні міжнародних подій.